# Kádár Zoltán Dániel
Kádár Zoltán Dániel (1979.–) nyelvész, sinológus az University of Huddersfield, Centre for Intercultural Politeness Research professzora. (Kínai neve: pinjin hangsúlyjelekkel: Táng Zuǒlì; magyar népszerű: Tang Co-li; kínaiul: 唐佐力).

## Jelentősebb publikációi

### Könyvek
- Politeness, Impoliteness and Ritual: Maintaining the Moral Order in Interpersonal Interaction. Cambridge, UK: Cambridge University Press. 2017. ISBN 9781107052185
- Heckling: a ritual of aggressive communication. Basingstoke, UK: Palgrave Macmillan. 2016.
- Politeness in Turkey and China. (Ruhi S.-val közösen) London, UK: Bloomsbury. 2014. ISBN 9781441165718
- Relational Rituals and Communication: Ritual Interaction in Groups. Basingstoke, UK: Palgrave Macmilan. 2013. ISBN 9780230393042
- Historical Chinese Letter Writing. London, UK: Continuum. 2011. ISBN 9781441180360
- Xue-guanhua: A Ryukyuan Source of Language Education. Cambridge, UK: Cambridge Scholars Publishing. 2011. ISBN 978-1443829502
- Model Letters in Late Imperial China: 60 Selected Epistles from 'Letters from Snow Swan Retreat'. LINCOM Studies in Chinese Linguistics (LSCHL). Munich, Germany: Lincom. 2009. ISBN 9783929075625
- Terms of (im)politeness: a study of communicational properties of traditional Chinese (im)polite terms of address. Budapest monographs in East Asian studies. Budapest, Hungary: Eötvös Loránd University Press. 2007. ISBN 9789634639374